# A Descriptive Catalogue of the Greek New Testament Manuscripts in America

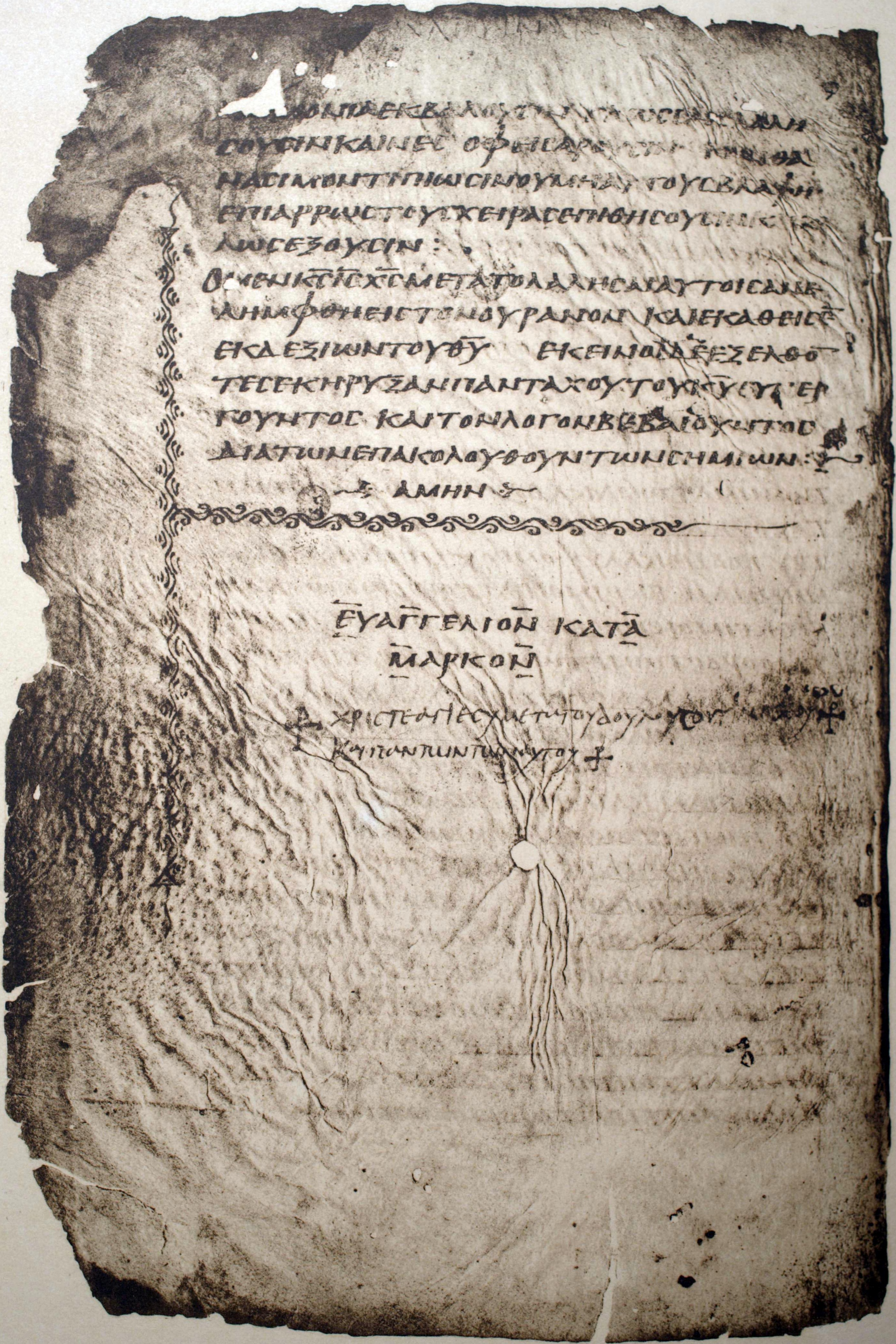
Kodeks Waszyngtoński, jeden z rękopisów opisanych w katalogu.

A Descriptive Catalogue of Greek New Testament Manuscripts in America – publikacja autorstwa Kennetha Willisa Clarka wydana w roku 1937, zawiera opisy rękopisów greckiego Nowego Testamentu przechowywanych w Stanach Zjednoczonych oraz Kanadzie. Celem jej było skatalogowanie wszystkich rękopisów znajdujących się w tych dwu krajach. Wstęp napisał Edgar J. Goodspeed.

## Opis
Autor pracował nad tą publikacją siedem lat, w ciągu których podróżował po Stanach Zjednoczonych oraz Kanadzie odwiedzając biblioteki w poszukiwaniu rękopisów. Skatalogował łącznie 256 rękopisów greckiego Nowego Testamentu, z których większość pisana jest minuskułą. 6 rękopisów zawierało cały Nowy Testament, 51 było lekcjonarzami czterech Ewangelii (Evangelistaria), 3 były lekcjonarzami Dziejów Apostolskich i Listów (Apostolaria). Wszystkie były datowane na III-XVII wiek. Najcenniejszymi wśród nich były papirusy Chestera Beatty’ego oraz Kodeks Waszyngtoński.
Clark sporządził krótkie opisy skatalogowanych rękopisów, zamieścił historię każdego z nich (jeżeli była znana), przepisał treść kolofonów, dodał bibliografię dla każdego rękopisu. Jeżeli któryś z nich zawierał ilustracje, zostało to odnotowane. Rękopisy skatalogowano w porządku alfabetycznym według bibliotek, w których były przechowywane. Clark podał numery sigli, jakimi rękopisy te były oznaczane przez Gregory'ego, Scrivenera, von Sodena i Dobschütza – o ile były im znane. Część rękopisów nie była jednak dotąd znana biblistom. W edycji zamieszczono fotograficzne facsimile 72 rękopisów (ponadto jedno na okładce).

## Oceny
Goodsped w Przedmowie pochwalił Clarka za skatalogowanie wielu nieznanych dotąd rękopisów, a także tych, które uchodziły za zaginione. Liczba skatalogowanych przez niego rękopisów siedmiokrotnie przewyższyła liczbę znaną dla Gregory'ego. Zbiory greckich rękopisów NT w Ameryce mają krótką historię, zaczęto je późno formować i nie mogą być porównywalne z kolekcjami rękopisów NT na Górze Athos, Paryżu, Rzymie, Londynie i Górze Synaj, to jednak są znacznie większe i bardziej wartościowe niż dotąd myślano. Proces formowania amerykańskich kolekcji jeszcze się nie zakończył. Goodspeed wyraził nadzieję, że dzieło Clarka zachęci innych do sporządzenia katalogów dla rękopisów starożytnych przekładów NT, tj. syryjskich, ormiańskich, koptyjskich i łacińskich przechowywanych w Ameryce.
William Hatch ocenił wysoko pracę Clarka uznając, że może być on dumny ze swego dzieła. Natomiast T.C. Skeat zarzucił mu pewne braki w naukowym podejściu, niedokładną transkrypcję kolofonów i ich przekład na angielski, podał przy tym kilka tego przykładów.